# Тузовский, Иван Дементьевич
Ива́н Деме́нтьевич Тузовский (10 октября 1900 — 21 января 1978) — проходчик шахты № 2 Абашевская треста «Кузнецкшахтстрой», Герой Социалистического Труда.

## Биография
Родился 10 октября 1900 года в селе Шарап Кузнецкого уезда Томской губернии (сейчас это территория Прокопьевского района Кемеровской области), в семье крестьянина, ссыльного поляка
С 1920 работал на Прокопьевском руднике, забойщиком на шахте № 2. В 1929 году, когда началось активное освоение Кузнецкого бассейна, перешел в шахтостроители. С 1933 года работал бригадиром горнопроходческой бригады Новокузнецкого шахтостроительного управления. В довоенные годы он участвовал в строительстве шахт им. Сталина и «Капитальная» № 2, в послевоенный период строил шахты «Байдаевскую», «Зыряновскую», «Абашевскую» и «Юбилейную».
Со временем стал одним из лучших проходчиков-шахтостроителей треста, за месяц проходил в 1,5—2 раза больше горных выработок, чем его товарищи по профессии. В 1946 году был назначен горным мастером. В 1946 году его смена выполнила план на 128 %, в 1947 году — на 120 %.
Продолжал работать на строительстве шахт. В 1949 году, во время строительства шахты «Абашевская» № 3—4, его бригада выполняла ежемесячные обязательства уже на 150 %.
Жил в городе Новокузнецк. Скончался 21 января 1978 года. Похоронен на Байдаевском кладбище города Новокузнецка.

## Награды
Указом Президиума Верховного Совета СССР от 28 августа 1948 года за выдающиеся успехи в деле увеличения добычи угля, восстановления и строительства угольных шахт и внедрение передовых методов работы, обеспечивающих значительный рост производительности труда Тузовскому Ивану Дементьевичу присвоено звание Героя Социалистического Труда с вручением ордена Ленина и золотой медали «Серп и Молот».

## Память
В 1979 году, в Новокузнецке, в его честь, ул. Конвейерную переименовали в ул. Тузовского, которая стала первой в городе улицей, названной в честь знаменитого шахтёра, а на доме № 24 была установлена мемориальная доска.